# افریقیه ایرویز
افریقیه ایرویز (به انگلیسی: Afriqiyah Airways) یک شرکت هواپیمایی با کد یاتا 8U است که در تاریخ ۲۰۰۱ میلادی تأسیس شده است. دفتر مرکزی افریقیه ایرویز در طرابلس، لیبی واقع شده‌است و قطب این شرکت هواپیمایی در فرودگاه بین‌المللی طرابلس قرار دارد و به ۱۹ مقصد، پرواز مستقیم انجام می‌دهد.